# Ronde van Californië (vrouwen)
De Ronde van Californië was een wielerwedstrijd voor vrouwen die tussen 2015 en 2019 in Californië werd georganiseerd. De eerste editie werd als Amgen Breakaway From Heart Disease Women's Race Empowered by SRAM naast de mannenversie verreden. Tot 2017 telde de ronde vier etappes en vond de slotetappe op hetzelfde parcours en op dezelfde dag plaats als de openingsetappe voor de mannen. In 2018 en 2019 bestond de ronde uit drie etappes, die samenvielen met de laatste drie van de mannen. De wedstrijd maakt deel uit van de Women's World Tour sinds de invoering ervan in 2016. De eerste editie werd gewonnen door de Duitse Trixi Worrack. In 2017 won de Nederlandse Anna van der Breggen met één seconde voor Katie Hall. Hall won een jaar later alsnog de wedstrijd. In 2019 werden ze een en twee, beide rijdend voor Boels Dolmans. Tussen 2008 en 2014 werd er al een criterium gehouden voor vrouwen. In 2015 werd er los van de etappewedstrijd een tijdrit gehouden die gewonnen werd door Evelyn Stevens.

## Erelijst
| Jaar | Winnaar              | Tweede            | Derde                  |
| ---- | -------------------- | ----------------- | ---------------------- |
| 2015 | Trixi Worrack        | Leah Kirchmann    | Lauren Komanski        |
| 2016 | Megan Guarnier       | Kristin Armstrong | Evelyn Stevens         |
| 2017 | Anna van der Breggen | Katie Hall        | Arlenis Sierra         |
| 2018 | Katie Hall           | Tayler Wiles      | Katarzyna Niewiadoma   |
| 2019 | Anna van der Breggen | Katie Hall        | Ashleigh Moolman-Pasio |

### Meervoudige winnaars
| Zeges | Renner               | Land      | Jaren      |
| ----- | -------------------- | --------- | ---------- |
| 02    | Anna van der Breggen | Nederland | 2017, 2019 |

### Overwinningen per land
| Zeges | Land                        |
| ----- | --------------------------- |
| 02    | Nederland, Verenigde Staten |
| 01    | Duitsland                   |

2006 · 
2007 · 
2008 · 
2009 · 
2010 · 
2011 · 
2012 · 
2013 · 
2014 ·
2015 ·
2016 ·
2017 ·
2018 ·
2019 ·
2020
World Cup:
1998 · 
1999 · 
2000 · 
2001 · 
2002 · 
2003 · 
2004 · 
2005 · 
2006 · 
2007 · 
2008 · 
2009 · 
2010 · 
2011 · 
2012 · 
2013 · 
2014 · 
2015
World Tour:
2016 · 
2017 · 
2018 · 
2019 · 
2020 · 
2021 ·
2022 ·
2023 ·
2024 ·
2025
Huidige koersen:
Tour Down Under · Cadel Evans Great Ocean Road Race · Ronde van de Verenigde Arabische Emiraten · Omloop Het Nieuwsblad · Strade Bianche · Ronde van Drenthe · Trofeo Alfredo Binda · Classic Brugge-De Panne · Gent-Wevelgem · Ronde van Vlaanderen · Parijs-Roubaix · Amstel Gold Race · Waalse Pijl · Luik-Bastenaken-Luik · Ronde van Chongming · Ronde van het Baskenland · Ronde van Burgos · RideLondon Classique · The Women's Tour · Ronde van Zwitserland · Copenhagen Sprint · Giro Donne · Tour de France Femmes · Ronde van Scandinavië · Bretagne Classic · Simac Ladies Tour · La Vuelta Femenina · Ronde van Romandië · Ronde van Guangxi
Voormalige koersen:
Philadelphia Cycling Classic · Ronde van Californië · Emakumeen Bira · La Course by Le Tour de France · Open de Suède Vårgårda